# Porrona
Porrona ist ein Ortsteil (Fraktion, italienisch frazione) von Cinigiano in der Provinz Grosseto, Region Toskana in Italien.

## Geografie
Der Ort liegt ca. 2 km nordwestlich des Hauptortes Cinigiano, ca. 27 km nordöstlich der Provinzhauptstadt Grosseto und ca. 100 km südlich der Regionshauptstadt Florenz. Siena liegt ca. 60 km nördlich, die Landeshauptstadt Rom ca. 150 km südöstlich. Der Ort liegt bei 254 m und hatte 2001 ca. 25 Einwohner. Der Ort liegt im Tal des Ombrone (Valle dell’Ombrone) an der Südseite des Ombrone, weitere wichtige Gewässer in der Umgebung sind die Torrenti Trisolla (13 km Länge), der zwischen Porrona und den Hauptort Cinigiano fließt, und der Ribusieri (14 km Länge), der ca. 2 km nordöstlich fließt. Beide sind linke Nebenflüsse des Ombrone und gehören dem gleichnamigen Flusssystem an.

## Geschichte
Erstmals erwähnt wurde der Ort mit seiner Burg im Jahre 1208 und gehörte zu den Besitztümern der Republik Siena. Danach gehörte der Ort den Seneser Familien Piccolomini und den Tolomei. 1377 wurde Porrona von Milizen der Brettoni und der Guasconi fast vollständig zerstört. 1438 gehörte der Ort wieder zu Siena und wurde wieder zwischen den Piccolomini und den Tolomei aufgeteilt. Die Tolomei gaben ihren Teil des Ortes (Porrona di Sopra) unter Jacopo di Stefano di Tolomei 1458 an die Augustinermönche von Santa Maria degli Angeli in Siena weiter. Der untere Teil (Porrona di Sotto) blieb weiter bei den Piccolomini.

## Sehenswürdigkeiten

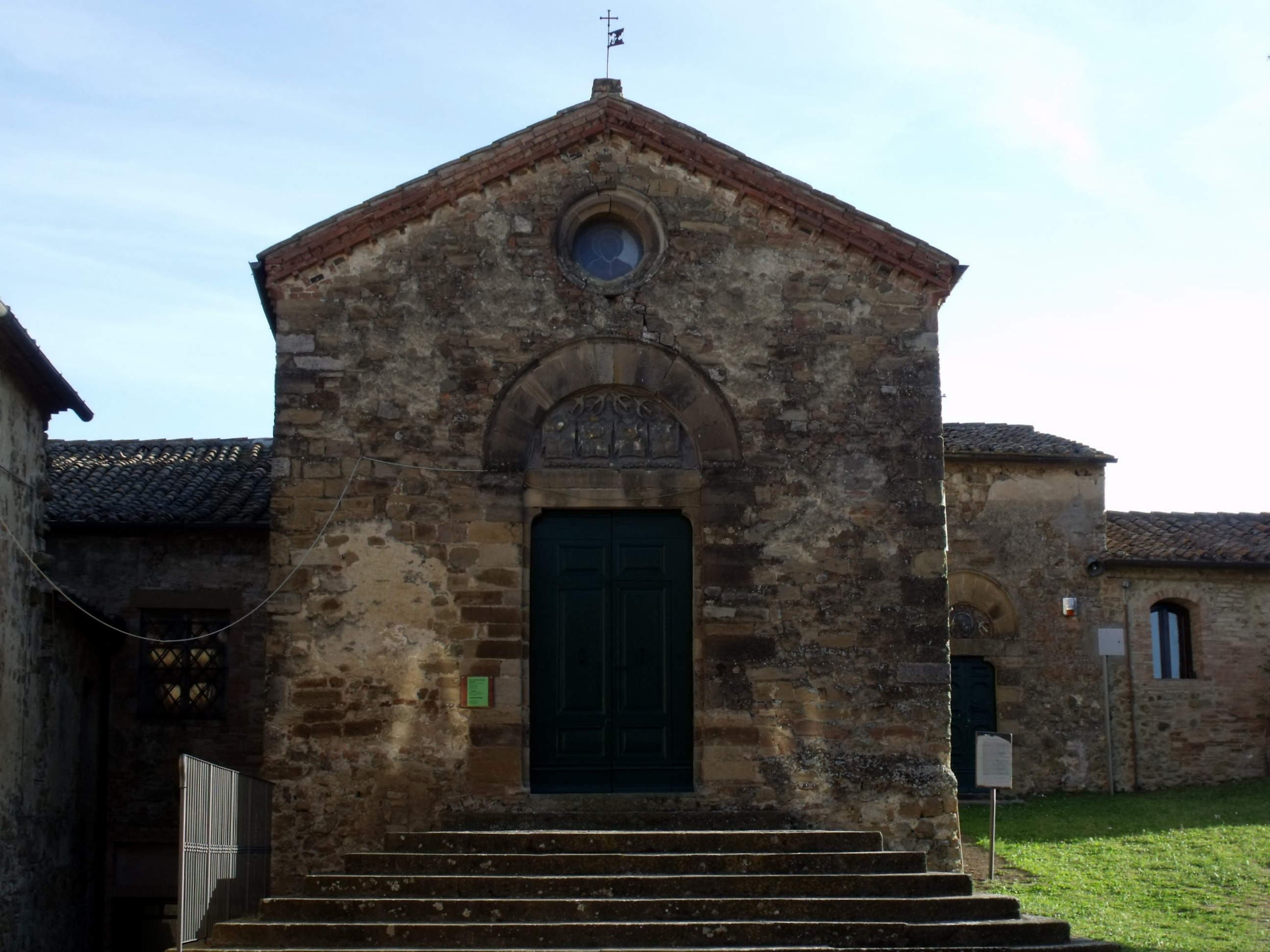
Die Pfarrkirche Pieve di San Donato im Ortskern

- Castello di Porrona, Burg innerhalb der Befestigungsmauern an der Piazza Tolomei. Entstand laut der Inschrift im Atrium 1504 durch Antonio Piccolomini Todeschini.[5]
- Pieve di San Donato, Pieve im Erzbistum Siena-Colle di Val d’Elsa-Montalcino. Die Kirche befindet sich am Piazza Tolomei und wurde erstmals 1287 als von der Abtei Sant’Antimo abhängig erwähnt. 1317 gehörte sie zur heute nicht mehr vorhandenen Pieve di Santa Maria ad Oppiano und wurde 1462 ins Bistum Montalcino eingeschlossen. Enthält von Giovanni dal Ponte (Giovanni di Marco) das Gemälde San Nicola vescovo in trono con due Angeli reggicortina e committenti inginocchiati (1980 restauriert und zugeschrieben) und von Girolamo di Benvenuto das Gemälde Madonna in trono col Bambino.[6]
- Porta Senese, einziges Tor der Befestigungsanlage, entstand im 13. Jahrhundert durch die Seneser Regierung, die auch die Befestigungsmauern errichten ließ.
- Madonna delle Grazie, auch Madonna della Pioggia genannt, am Ende des 15. Jahrhunderts entstandenes Gebäude kurz nördlich der Befestigungsmauern von Porrona.[6]

## Bilder

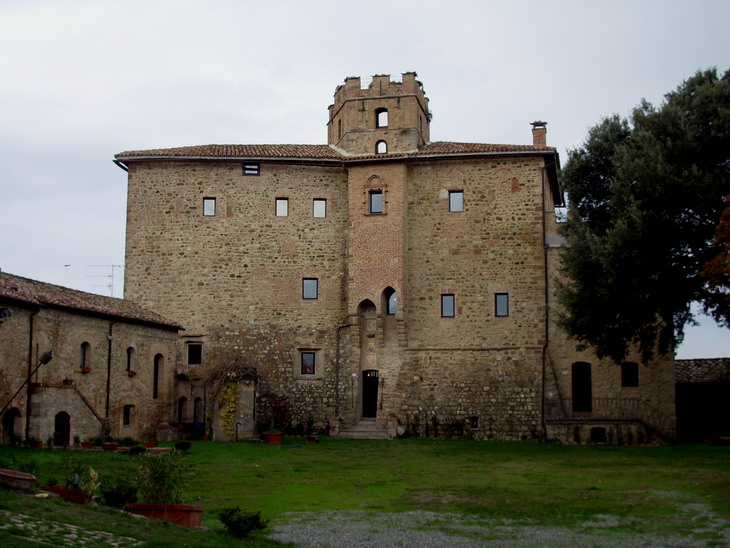
Die Burg Castello di Porrona.
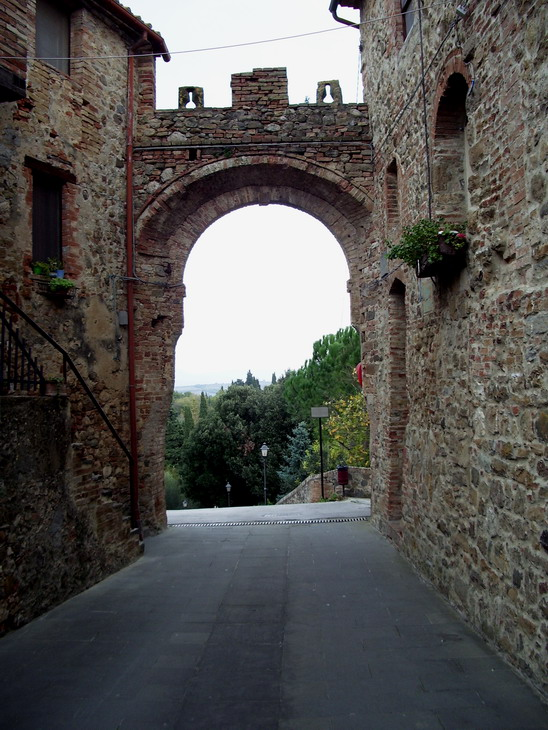
Das Zugangstor der Befestigungsanlage (Porta Senese).
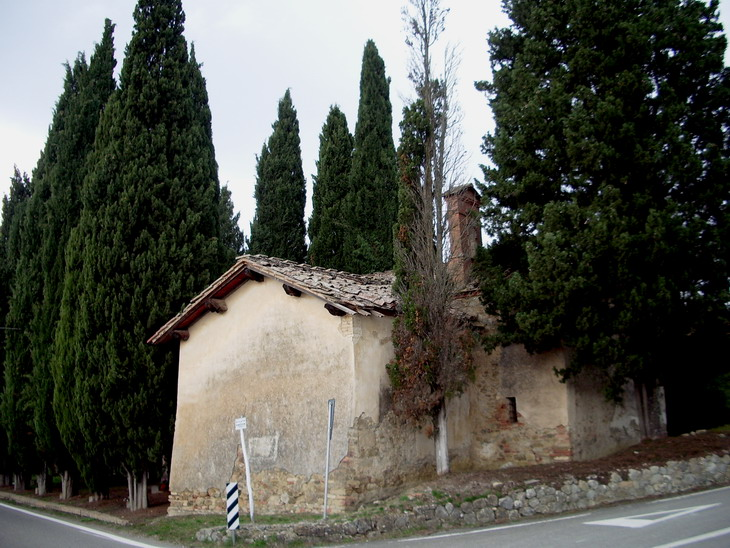
Die Kirche Madonna delle Grazie.